# Stożek (Góry Sanocko-Turczańskie)
Stożek (696 m n.p.m.) – masyw górski położony w Górach Sanocko-Turczańskich.
Wznosi się w grzbiecie odbiegającym z jednego z wierzchołków (725 m n.p.m.) środkowej części Żukowa na zachód. Od zachodu i południa oblewają go wody Jeziora Solińskiego, zaś północne stoki opadają w dolinę Daszówki. Grzbiet Stożka przebiega w kierunku północny zachód – południowy wschód i kulminuje w trzech wierzchołkach o wysokościach (kolejność od północnego zachodu): 696, 691 oraz 686 m n.p.m. W kierunku południowo-zachodnim odbiega zeń pięć krótkich bocznych odgałęzień, z których każde posiada kulminację. Począwszy od pn.-zach. są to: Kiczerka (498 m n.p.m.), Kiczera Doliszna (578 m n.p.m.), Kiczera Serednia (597 m n.p.m.), Kiczera Horiszna (611 m n.p.m.) oraz nienazwany szczyt 618 m n.p.m. Grzbiet Kiczery Seredniej wcina się w wody Jeziora Solińskiego, tworząc Półwysep Brosa, na którym znajdują się tereny dawnej miejscowości Teleśnica Sanna. Stoki Stożka są zalesione i – w szczególności górne partie zboczy opadających zarówno z głównego grzbietu, jak i z bocznych ramion – dosyć strome.
Na wschodnim skraju Stożka przebiega grzbietem znakowany na niebiesko szlak Biała – Grybów. Prowadzi on od północy do grzbietu, następnie osiąga sąsiednie wzniesienie Łabiska (także Korsuczka; 615 m n.p.m.) i kieruje się odbiegającym stamtąd grzbietem na południe.

## Piesze szlaki turystyczne
niebieski Teleśnica Oszwarowa – Łabiska – Polana